# Inline-Speedskating-Europameisterschaften 2009
Die Europameisterschaften wurden im belgischen Ostende ausgetragen. Die Wettkämpfe fanden vom 29. Juli bis 8. August statt.
Die erfolgreichsten Teilnehmer waren Sabine Berg mit vier Goldmedaillen bei den Frauen und Bart Swings mit fünf Goldmedaillen bei den Herren.

## Frauen
| Distanz              | Gold                                                      | Silber                                                      | Bronze                                                     |
| Bahn                 | Bahn                                                      | Bahn                                                        | Bahn                                                       |
| -------------------- | --------------------------------------------------------- | ----------------------------------------------------------- | ---------------------------------------------------------- |
| 300 m Einzelsprint   | Nicoletta Falcone                                         | Erika Zanetti                                               | Jana Gegner                                                |
| 500 m Sprint         | Erika Zanetti                                             | Nicoletta Falcone                                           | Sabine Berg                                                |
| 1000 m Sprint        | Sabine Berg                                               | Elma de Vries                                               | Erika Zanetti                                              |
| 10000 m Punkte-Auss. | Simona Di Eugenio                                         | Mareike Thum                                                | Sabine Berg                                                |
| 10000 m Ausscheidung | Laura Lardani                                             | Sabine Berg                                                 | Laetitia Le Bihan                                          |
| 3000 m Staffel       | Deutschland Sabine Berg Jana Gegner Mareike Thum          | Italien                                                     | Niederlande                                                |
| Straße               |                                                           |                                                             |                                                            |
| 200 m Einzelsprint   | Nicoletta Falcone                                         | Desire Contenti                                             | Stephanie Dreyer                                           |
| 500 m Sprint         | Desire Contenti                                           | Nicoletta Falcone                                           | Erika Zanetti                                              |
| 10000 m Punkte       | Simona Di Eugenio                                         | Mareike Thum                                                | Elma De Vries                                              |
| 15000 m Ausscheidung | Sabine Berg                                               | Elma De Vries                                               | Mareike Thum                                               |
| 5000 m Staffel       | Italien Arianna Arcidiacono Desire Contenti Erika Zanetti | Niederlande Elma de Vries Bianca Roosenboom Anniek Ter Haar | Frankreich Justine Halbout Laetitia Le Bihan Aurore Schiro |
| Langstrecke          |                                                           |                                                             |                                                            |
| 42195 m Marathon     | Sabine Berg                                               | Elma De Vries                                               | Simona Di Eugenio                                          |

## Männer
| Distanz              | Gold                                            | Silber                                                    | Bronze                                                   |
| Bahn                 | Bahn                                            | Bahn                                                      | Bahn                                                     |
| -------------------- | ----------------------------------------------- | --------------------------------------------------------- | -------------------------------------------------------- |
| 300 m Einzelsprint   | Wouter Hebbrecht                                | Nicolas Pelloquin                                         | Andrea Peruzzo                                           |
| 500 m Sprint         | Andrea Peruzzo                                  | Ronald Mulder                                             | Andrea Angeletti                                         |
| 1000 m Sprint        | Bart Swings                                     | Felix Rijhnen                                             | Andrea Peruzzo                                           |
| 10000 m Punkte-Auss. | Bart Swings                                     | Francisco Jose Peula                                      | Chrispijn Ariens                                         |
| 15000 m Ausscheidung | Fabio Francolini                                | Bart Swings                                               | Alexis Contin                                            |
| 3000 m Staffel       | Belgien Ferre Spruyt Bart Swings Maarten Swings | Frankreich Alexis Contin Kevin Gauclin Gwendal Lepivert   | Italien Matteo Amabili Andrea Angeletti Fabio Francolini |
| Straße               |                                                 |                                                           |                                                          |
| 200 m Einzelsprint   | Wouter Hebbrecht                                | Ioseba Fernandez                                          | Matthias Schwierz                                        |
| 500 m Sprint         | Claudio Naselli                                 | Michel Mulder                                             | Thomas Boucher                                           |
| 10000 m Punkte       | Brian Lepine                                    | Ewen Fernandez                                            | Kwinten Tas                                              |
| 20000 m Ausscheidung | Fabio Francolini                                | Ferre Spruyt                                              | Bart Swings                                              |
| 5000 m Staffel       | Belgien Bart Swings Kwinten Tas Ferre Spruyt    | Italien Claudio Nasseli Andrea Angeletti Fabio Francolini | Frankreich Gwendal Lepivert Kevin Gauclin Thomas Boucher |
| Langstrecke          |                                                 |                                                           |                                                          |
| 42195 m Marathon     | Bart Swings                                     | Fabio Francolini                                          | Ferre Spruyt                                             |

## Medaillenspiegel
| Platz | Land        | Gold | Silber | Bronze | Gesamt |
| ----- | ----------- | ---- | ------ | ------ | ------ |
| 1.    | Italien     | 12   | 7      | 7      | 26     |
| 2.    | Belgien     | 7    | 2      | 3      | 12     |
| 3.    | Deutschland | 4    | 4      | 6      | 14     |
| 4.    | Frankreich  | 1    | 3      | 5      | 9      |
| 5.    | Niederlande | 0    | 6      | 3      | 9      |
| 6.    | Spanien     | 0    | 2      | 0      | 2      |